# Црква Светих Четрдесет мученика у Трнову
Црква Светих Четрдесет мученика (буг. Свети Четиридесет мъченици) је средњовековна бугарска црква која се налази у подножју тврђаве Царевец у Трнову, Бугарска. Храм је споменик културе од изузетног значаја бугарске историје. 

## Историја
Сматра се да на овом месту налазио се цркве Рођења Пресвете Богородице подигнута у 9. веку. За време владавине цара Јована Асена II је обновљена и посвећена Светим Четрдесет мученика Севастијских у част велике победе у бици код Клокотнице 9. марта 1230. године (дан Светих Четрдесет мученика Севастијских), над солунским царем Теодором Анђелом. Након што је преминуо у Трнову, у цркви је сахрањен свети Сава, који је касније пренет у манастир Милешеву, а данас се на месту његовог гроба налази спомен-плоча. У 13. веку-14. веку црква Светих Четрдесет мученика је постала једна од најлепших цркава манастира „Велика лавра“.
У Цркви Светих Четрдесет мученика налазе се Омуртагов натпис, Асенов натпис и царински натпис из тврђаве Родосто, за време владавине кана Крума.
У овај цркви су сахрањени следећи бугарски цареви: Калојан, Јован Асен II, Михајло III Шишман (овде није сахрањен, а кости је пренео Божидар Димитров), царице Ана Марија Мађарска и Ирина Комнина.
У цркви се налази гробље за бојара Басара, претка династије Басарабе, као и Јелену, која је вероватно ћерка Стефана Немање и сестра првих рашких владара. 
22. септембра 1908. године у истој цркви кнез Фердинанд I проглашава независности Бугарске, током босанске кризе.